# اووه مادیا
اووه مادیا (آلمانی: Uwe Madeja؛ زادهٔ ۶ فوریهٔ ۱۹۵۹) قایقران کانو اهل آلمان بود.